# 20323 Tomlindstom
20323 Tomlindstom è un asteroide della fascia principale. Scoperto nel 1998, presenta un'orbita caratterizzata da un semiasse maggiore pari a 2,2351604 UA e da un'eccentricità di 0,1056876, inclinata di 4,51115° rispetto all'eclittica.